# گربه اسنوشو
گربه اسنوشو گونه‌ای نادر از گربه‌های خانگی است که منشأ آن به ایالات متحده آمریکا در دهه ۱۹۶۰ میلادی بازمی‌گردد. اسنوشو یک نژاد گربه دو رنگ با موهای کوتاه و نقطه‌ای است. اسنوشوها برای اولین بار زمانی تولید شدند که یک گربه سیامی سه بچه گربه با پاهای سفید به دنیا آورد. دوروتی هیندز-داهرتی، پرورش‌دهنده، سپس یک برنامه اصلاح نژاد را برای تولید گربه‌هایی که در ابتدا «نوار نقره‌ای» نامیده می‌شدند، آغاز کرد و گربه‌های سیامی با علامت‌های عجیب را با گربه‌های مو کوتاه آمریکایی دو رنگ و سایر نژادها ترکیب کرد. با وجود اینکه این نژاد بیش از ۴۵ سال قدمت دارد، گربه‌های اسنوشو همچنان نادر هستند، زیرا بازتولید الگوی دقیق پوشش بدن آن‌ها بسیار دشوار است.

## تاریخچه

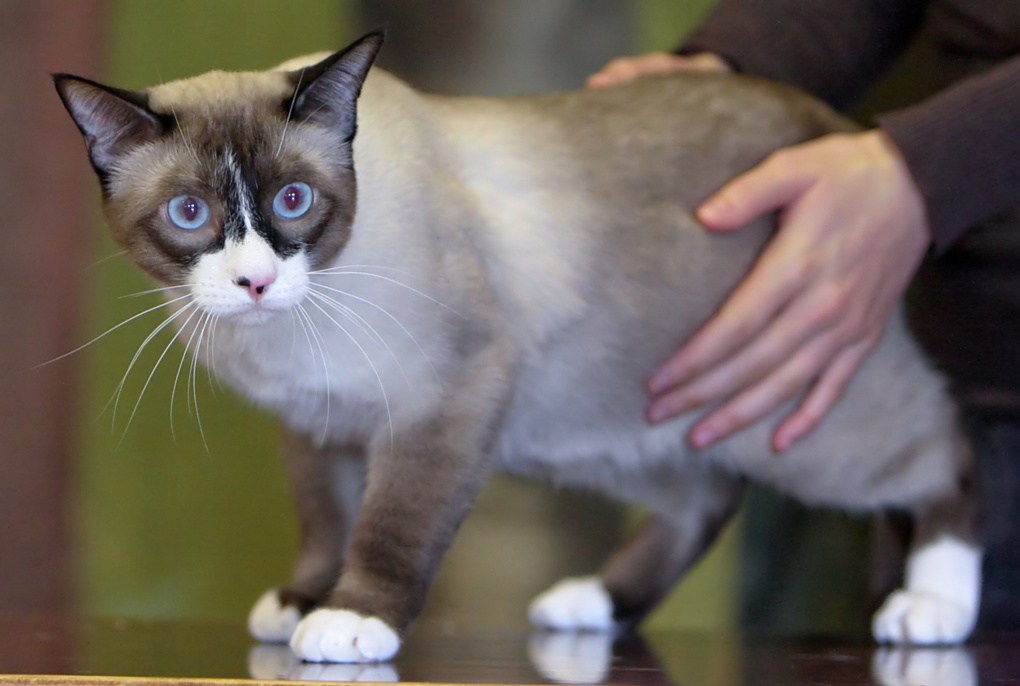
گربه جوان در نمایشگاه گربه‌ها در فنلاند

در دهه ۱۹۶۰، یکی از گربه‌های متعلق به دوروتی هیندز-دوگرتی، پرورش‌دهنده نژاد سیامی، در شهرفیلادلفیا، پنسیلوانیا،، یک زایمان داشت و تعدادی بچه‌گربه سیامی به دنیا آورد. سه عدد از این بچه‌گربه‌ها دارای نشانه‌هایی منحصربه‌فرد بودند که شامل نقاط سفید و پنجه‌های سفید می‌شد. هیندز-دوگرتی که مجذوب ظاهر آن‌ها شده بود، کار بر روی پرورش گربه‌هایی با ویژگی‌های مشابه را آغاز کرد و از گربه‌های سیامی با رنگ سیل‌پوینت و گربه‌های موکوتاه آمریکایی دو رنگ استفاده نمود. فرزندان حاصل از این ترکیب، فاقد نشانه‌های رنگی خاص نژاد سیامی بودند، اما با جفت‌گیری نسل دوم با گربه‌های سیامی، ظاهر مطلوب به دست آمد. هیندز-دوگرتی این نژاد را به دلیل پنجه‌های سفیدشان «اسنوشو» یا به عبارتی کفش برفی نام‌گذاری کرد. او این نژاد را در نمایشگاه‌های محلی گربه تبلیغ کرد، اگرچه در آن زمان به رسمیت شناخته نشده بود. در نهایت، هیندز-دوگرتی برنامه پرورش اسنوشو را رها کرد و این برنامه توسط ویکی اولندر ادامه یافت.
اولندر اولین استاندارد نژادی گربه اسنوشو را نوشت و در سال ۱۹۷۴ موفق شد برای این نژاد، وضعیت «نژاد آزمایشی» را از فدراسیون پرورش‌دهندگان گربه (CFF) و انجمن گربه آمریکا (ACA) دریافت کند. با این حال، تا سال ۱۹۷۷، اولندر آخرین پرورش‌دهنده نژاد اسنوشو در ایالات متحده بود. او که برای حفظ این نژاد تلاش می‌کرد، با جیم هافمن و جورجیا کونل تماس برقرار کرد؛ آن‌ها به این نژاد علاقه‌مند بودند. پرورش‌دهندگان دیگری نیز به اولندر، هافمن و کونل پیوستند و در سال ۱۹۸۳ موفق شدند وضعیت «قهرمان» را از CFF برای این نژاد کسب کنند. در سال ۱۹۸۹، اولندر به دلیل حساسیت نامزدش به گربه، از برنامه پرورش کنار رفت. با این حال، تا آن زمان نژاد اسنوشو طرفداران قابل توجهی پیدا کرده بود و در سال ۱۹۹۰ موفق به کسب وضعیت قهرمان از انجمن پرورش‌دهندگان گربه آمریکا شد و در سال ۱۹۹۳ توسط انجمن بین‌المللی گربه به رسمیت شناخته شد. در حال حاضر، پرورش‌دهندگان در تلاش هستند تا پذیرش این نژاد را از انجمن پرورش‌دهندگان گربه (Cat Fanciers Association - CFA) نیز دریافت کنند، اما به دلیل کمبود تعداد کافی گربه و پرورش‌دهنده، برای برآوردن شرایط این انجمن با چالش مواجه هستند.
گربه اسنوشو همچنین توسط فدراسیون بین‌المللی گربه‌سانان (FIFe) به‌طور کامل به رسمیت شناخته شده‌اند.

### محبوبیت و پرورش

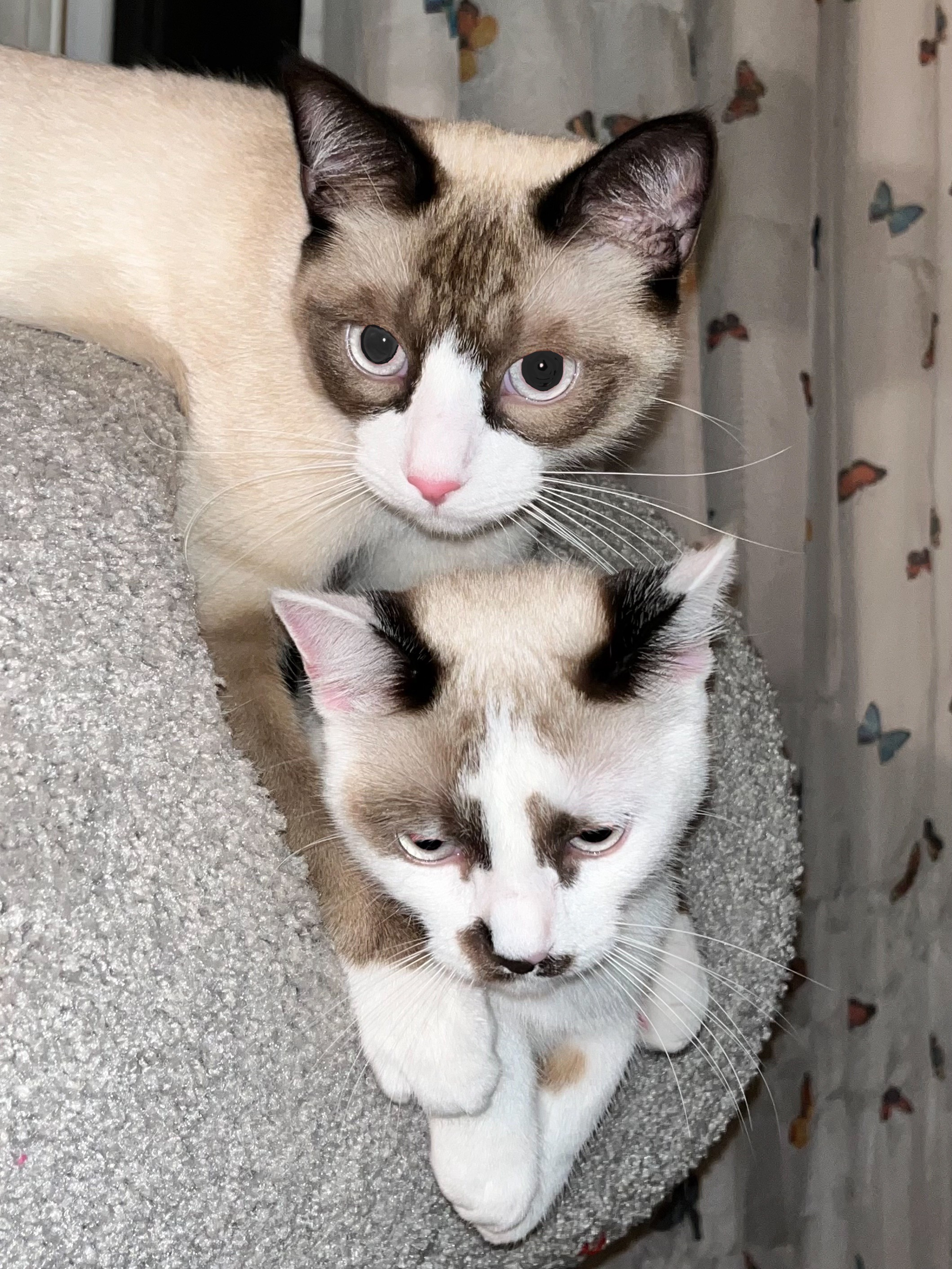
یک جفت از توله‌های هم‌زاد با نشانه‌های مناسب (بالا) و نشانه‌های کج (پایین)، که دشواری دستیابی به یکنواختی را نشان می‌دهد.

نژاد اسنوشو یک نژاد نادر است، که تا حدودی به دلیل دشواری پرورش گربه‌ها با علامت‌ها و الگوهایی است که به خوبی با استانداردهای نژاد مطابقت دارند.   الگوی اسنوشو برای تولید نتایج مطلوب به ژن‌های مغلوب و سایر عوامل متکی است. یک ژن که باعث الگوی صورت "V" می‌شود، نمونه‌ای از تسلط ناقص است. اگر فرزند تولید شده دو ژن غالب برای علامت‌گذاری داشته باشد، این ویژگی بزرگتر از گربه‌ای با یک ژن غالب خواهد بود.  با این حال، عوامل دیگری ممکن است بر این ویژگی تأثیر بگذارند که پیش‌بینی نتیجه را دشوار می‌کند.  مسئله دیگر چکمه‌های سفید است که می‌تواند توسط ژن پیت‌بالینگ یا ژن دستکش ایجاد شود. کنترل این ژن‌ها دشوار است و چکمه‌های بسیاری از گربه‌ها بیش از حد به سمت بالا امتداد دارند، به اندازه کافی به بالا نمی‌رسند، یا گربه کاملاً فاقد رنگ سفید است.  به همین ترتیب، اسنوشوهای با کیفیت حیوان خانگی معمولاً دارای رنگ سفید بیش از حد، سفید خیلی کم یا ویژگی‌های سفید اشتباه هستند.  نوع بدن گربه‌ها، پرورش را پیچیده‌تر می‌کند، زیرا پرورش‌دهنده باید به شکل صحیح سر و قرارگیری گوش‌ها دست یابد، در حالی که همچنان ساختار بدن گربه‌های موکوتاه آمریکایی و طول گربه‌های سیامی را حفظ کند. 

## سلامت
در بررسی بیش از ۵۰۰۰ مورد سنگ ادراری ناشی از اورات، اسنوشو بیش از حد مورد توجه قرار گرفت و سه مورد از یک جمعیت ۱۶ نفره ثبت شد.